# Fritz Julius Kuhn

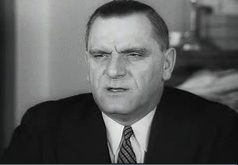
Fritz Julius Kuhn (1938)

Fritz Julius Kuhn (* 15. Mai 1896 in München; † 14. Dezember 1951 ebenda) war ein deutschamerikanischer Chemiker und vor dem Zweiten Weltkrieg in den Vereinigten Staaten Leiter des „Amerikadeutschen Bundes“. Der deutschstämmige Kuhn war ein eingebürgerter US-Amerikaner und überzeugter Anhänger des Nationalsozialismus, dessen Ideen er in den Vereinigten Staaten zu popularisieren suchte. Durch Stil und Inhalt seiner Politik geriet er bald in Gegensatz sowohl zur breiten Öffentlichkeit der USA als auch zu der auf Neutralität bedachten Politik Nazideutschlands gegenüber den USA. Seit 1939 wegen Fälschung und Veruntreuung inhaftiert, wurde ihm 1943 die US-Staatsbürgerschaft aberkannt und er wurde als „feindlicher Ausländer“ interniert. Ende 1945 wurde Kuhn nach Deutschland abgeschoben.

## Leben und Wirken

### Leben in Deutschland und Emigration
Kuhn wurde als Sohn von Georg Kuhn und Julia Justyna Beuth geboren. Während des Ersten Weltkrieges erhielt er das Eiserne Kreuz als Leutnant einer Maschinengewehrabteilung. 1919 wurde er Mitglied des Freikorps Epp. 1921 trat er in die NSDAP ein. Danach erwarb er an der Technischen Hochschule München ein Diplom als Chemiker. Später behauptete Kuhn, er habe 1923 am Hitlerputsch teilgenommen; dies lässt sich allerdings durch Quellen nicht erhärten. Sein Bruder Max war laut Kuhn während der Zeit des Nationalsozialismus Richter am Reichsgericht. Auch dies lässt sich nicht belegen.
Kuhns eigener Darstellung nach heiratete er im März 1923 in München seine Frau Elsa. Einer anderen Darstellung nach fand die Eheschließung erst später in Mexiko statt, wohin er 1923 emigrierte. Im Mai 1927 siedelte das Ehepaar mit der in Mexiko geborenen Tochter Waltraut in die Vereinigten Staaten über, wo Sohn Walter geboren wurde. Nach kurzem Aufenthalt in New York ließen sich die Kuhns in Detroit nieder. Kuhn beantragte bald die amerikanische Staatsbürgerschaft, die er 1934 schließlich erhielt. Bis Anfang 1937 arbeitete Kuhn bei der Ford Motor Company des als antisemitisch bekannten Industriellen Henry Ford.

### Als Führer des „Amerikadeutschen Bundes“

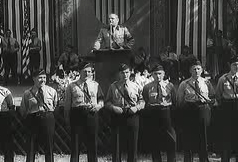
Kuhn spricht in einem „Bund“-Camp

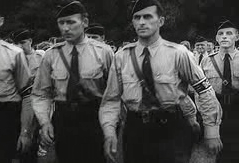
„Bund“-Parade vor Kuhn

Nach der Machtergreifung Hitlers erneuerte Kuhn 1933 seine ruhende deutsche NSDAP-Parteimitgliedschaft und wurde im Folgejahr in Detroit Mitglied der 1933 gegründeten Friends of New Germany (FONG), einer nationalsozialistischen Organisation von Deutschamerikanern, bei der er „Ortsgruppenleiter“ von Detroit wurde. Aufgrund negativer öffentlicher Reaktionen in Amerika verlor die Organisation aber Ende 1935 die Unterstützung der deutschen Mutterpartei NSDAP. Als Reaktion darauf und auf die im März 1934 begonnenen Untersuchungen des Komitees für unamerikanische Umtriebe benannte sich die FONG 1936 auf Kuhns Vorschlag hin in Amerikadeutscher Bund um. Im März 1936 wurde auf einer Versammlung in Buffalo (NY) Kuhn zum „Bundesleiter“ der Organisation gewählt.
Kuhn wollte die Organisation, deren Mitglieder bislang überwiegend neu eingewanderte Deutsche waren und die bisher von einer Gruppe mit reichsdeutschen Pässen geführt wurde, zu einer großen politischen Bewegung von US-Amerikanern deutscher Abstammung ausbauen. Im Oktober 1936 erklärte er programmatisch: „Wir gehören zur großen Gemeinschaft aller Deutschen in dieser Welt. Andere Staatsbürgerschaftspapiere lassen uns nicht unseren deutschen Charakter verlieren. Wir bleiben was wir sind, nämlich Deutsche in Amerika, Amerikanische Deutsche, weil wir nicht Amerikaner geworden sind.“
Unter seiner Führung wurde ein eigener „Ordnungs-Dienst“ (OD) und eine an die Hitlerjugend angelehnte Jugendorganisation („Youth Division“) geschaffen. Trainiert wurden die Mitglieder in mehreren von Kuhn geleiteten Schulungslagern, von denen die größten „Camp Siegfried“ auf Long Island und „Camp Nordland“ in Andover (NJ) waren.
Auch programmatisch lehnte sich Kuhn an das deutsche Vorbild an. 1936 erklärte er die Schaffung einer „Abwehrfront gegen die marxistische, kommunistische und jüdische Ueberhebung“ zur wichtigsten Aufgabe des Bundes. Öffentlich bekannt wurde Kuhn vor allem durch seine antisemitischen Angriffe. Anfang 1938 erklärte er, in den Vereinigten Staaten müssten die Juden von allen hohen Posten in Regierung, Finanzwelt und Erziehungsbereich entfernt werden.
Im Januar 1937 gab Kuhn seine Arbeit als Chemiker auf und wurde hauptamtlicher und besoldeter „Führer“ des „Bundes“.

### Verhältnis zum Dritten Reich

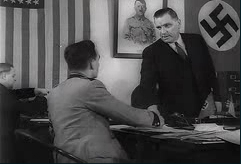
Fritz Kuhn im „Bund“-Hauptquartier in New York (1938)

Bereits 1935 hatten sich die NSDAP/AO und das Hauptamt Volksdeutsche Mittelstelle zur Vermeidung von außenpolitischen Spannungen mit den USA von Kuhn und seiner Gruppe distanziert. Davon unbeirrt reiste 1936 eine Delegation des „Bunds“ unter Leitung von Kuhn zu den Olympischen Spielen nach Berlin, wo Kuhn von Adolf Hitler empfangen wurde. Das dabei aufgenommene Foto wurde von Kuhn umgehend in den USA verbreitet, was allgemein als Beweis von Hitlers Unterstützung gewertet wurde. In „grenzenlosem Selbstvertrauen“ glaubte Kuhn, Hitler werde ihn zum NS-Führer „ganz Amerikas“ ernennen. Doch der Eindruck trog. Die deutschen Nationalsozialisten und insbesondere das Auswärtige Amt (AA) misstrauten der US-Organisation und ihrem Führer, die zur außenpolitischen Belastung geworden waren, da sie das deutsch-US-amerikanische Verhältnis spürbar störten. Später erklärte Hitler, es sei ein Fehler gewesen, sich mit Kuhn fotografieren zu lassen. Das „sei bedauerlich, aber kaum seine Schuld, da es während der Olympiade war, auf der man mit allerhand Leuten fotografiert worden sei.“
Kuhn reiste im Februar 1938 erneut nach Europa, wo er sich angeblich mit Joseph Goebbels, Hermann Göring sowie dem belgischen Rexisten Léon Degrelle traf. Er erklärte, Goebbels und Göring hätten ihn herzlich empfangen und ihm sorgfältig ausgearbeitete Instruktionen für weitere „Bund“-Aktivitäten mitgegeben. Der deutsche Botschafter in den USA Hans-Heinrich Dieckhoff bezweifelte die Darstellung Kuhns, denn ihm lag eine Direktive aus Berlin vor, die dem „Bund“ ab sofort den Gebrauch nationalsozialistischer Embleme untersagte und deutschen Staatsbürgern die Mitgliedschaft in der Organisation verbot. Auf Nachfrage teilte das Auswärtige Amt Dieckhoff mit, Kuhn habe weder Goebbels noch Göring getroffen, sondern sei nur von der Volksdeutschen Mittelstelle empfangen worden, wo ihm erklärt wurde, dass die Reichsführung die Art, wie er den Bund führe, nicht billigen könne. Das Auswärtige Amt kam zu dem Schluss, Kuhn sei wohl – wie schon in anderen Fällen – von der Wahrheit abgewichen, um seine Position bei seinen Anhängern zu stärken. Notgedrungen dementierte Kuhn nun auch die Treffen.
Als der deutsche Botschafter die Verbotsdirektive am 1. März 1938 öffentlich ans amerikanische Außenministerium übermittelte, reagierte Kuhn bockig: „Wir nehmen von niemandem Befehle an, egal ob von Deutschen oder sonst wem.“ Er verzichtete aber von diesem Zeitpunkt an darauf, bei Veranstaltungen des „Bunds“ die deutsche Hakenkreuzflagge zu zeigen. Inhaltlich propagierte er nun einen „Deutschen Block“, „der nicht länger von Deutschland gleichgeschaltet zu werden braucht“ und das Ziel hatte, „die lebensnotwendigen Einflussgebiete für die 100 Millionen arischen Amerikaner, die in einem immer größeren Maße der Diktatur einer kleinen rassisch fremden Minderheit unterworfen sind“, zurückzugewinnen.

### Kuhns Bild in der Öffentlichkeit

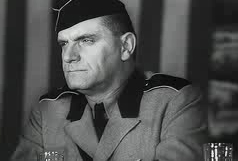
Fritz Kuhn (1938)

Der amerikanischen Öffentlichkeit und seinen Parteimitgliedern gegenüber stilisierte Kuhn sich als „das amerikanische Pendant zum Führer“. Kuhn war groß und kräftig gebaut. In der Öffentlichkeit vermied er es so oft wie möglich, seine dioptrienstarke Brille zu tragen. Er sprach Englisch mit starkem Akzent, hielt sich aber für einen dynamischen Redner. Da er bewusst den Stil Hitlers zu imitieren versuchte, wirkt er auf viele mehr als Clown denn als Führer, so der Historiker Sander A. Diamond.
Kuhn, der gern in Uniform in der Öffentlichkeit auftrat, war so berüchtigt, dass er in mehreren Groschenheften als „Bösewicht“ verwendet wurde und nach ihm in Rätselrubriken gefragt wurde. Die Boulevardpresse verfolgte jahrelang sein provokantes Auftreten, seine Skandale und Alkoholexzesse. So berichteten Zeitungen 1938 landesweit über das Gerücht, der verheiratete Kuhn wolle eine seiner Geliebten heiraten, über Pöbeleien Kuhns nach einem Verkehrsunfall und darüber, dass er sich im Sommer 1939 in einem Verfahren „in den Anklagepunkten Trunkenheit und Obszönität schuldig“ bekennen musste. „Sie sind furchtbar hinter mir her“, schrieb Kuhn an eine seiner Geliebten, „ich bin Staatsfeind Nr. 1.“

### Öffentliche Auseinandersetzungen

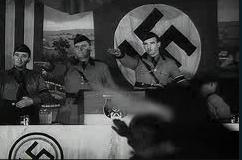
Fritz Kuhn (Mitte) bei einer „Bund“-Veranstaltung (1938)

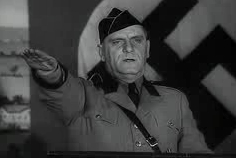
Fritz Kuhn (1938)

Mitte der 1930er-Jahre glaubten viele US-Bürger, der NS-Staat würde mit dem als fünfte Kolonne fungierenden „Bund“ versuchen, die USA zu unterwandern (“Nazi Storm Troopers”). Das provozierende Auftreten Kuhns und seine völlig überzogenen Angaben zu Größe und Einfluss seiner Organisation verstärkten dieses Bedrohungsgefühl, ebenso die zahlreichen Berichte über „unamerikanische Umtriebe“ der Gruppe. Ab Sommer 1936 standen nicht nur die US-amerikanischen Juden, sondern auch die Amerikanische Legion, Gewerkschaften, religiöse Verbände, die Behörden mehrerer Bundesstaaten sowie zahlreiche Abgeordnete und Senatoren in scharfer Opposition zu Kuhn und dem „Bund“ als Teil einer angeblichen Nazi-Internationale. Rückblickend schrieb Martin Dies, Vorsitzender des Repräsentantenhaus-Ausschusses für unamerikanische Umtriebe in den späten 1930er-Jahren, an Präsident Roosevelt: „Wir haben immer geglaubt, dass der Amerikadeutsche Volksbund die Vorhut Hitlers bei dem Versuch ist, in dieses Land einzudringen.“
Ein Verfahren mit dem Ziel, Kuhn die US-amerikanische Staatsbürgerschaft wieder zu entziehen, scheiterte im Herbst 1937. Dennoch wurde gegen Kuhn weiter ermittelt. 1938 wurde Kuhn vom „McNaboe-Untersuchungskomitee“ des Bundesstaats New York vernommen. Dabei erklärte er, dass „alle Juden ohne Ausnahme Feinde der Vereinigten Staaten“ seien. Der New Yorker Rabbi Emanual J. Jack verklagte ihn daraufhin wegen Verleumdung auf drei Millionen Dollar, allerdings vergeblich. Auch eine Befragung Kuhns durch den Kongress-Abgeordneten Samuel Dickstein im September 1938 verlief für ihn ohne Folgen.
Ebenfalls 1938 erschien der äußerst erfolgreiche The March of Time-Dokumentarfilm Inside Nazi Germany, der eindringlich die Situation in Deutschland und die weltweite Bedrohung durch den Nationalsozialismus schilderte. Der Film enthielt auch zahlreiches Material über Kuhn und den Amerikadeutschen Bund, das mit Kuhns Zustimmung aufgenommen worden war. Als Kuhn das geschnittene Material sah, war er entsetzt: „Wenn Hitler den Film sieht, bin ich ruiniert.“ Kuhn organisierte Protestveranstaltungen gegen das Werk und versuchte vergeblich, auf dem Klageweg ein Verbot zu erreichen.
Im Mai 1939 ging Kuhn auch gegen den Film Ich war ein Spion der Nazis (Confessions of a Nazi Spy) von Regisseur Anatole Litvak vor, indem er der Produktionsfirma Warner Bros. eine Fünf-Millionen-Dollar-Klage wegen „Schädigung des deutschen Ansehens“ androhte: „Wir sind loyale Amerikaner, unsere Organisation dient der Aufrechterhaltung der amerikanischen Verfassung.“ Die Klage wurde im November 1940 vom mittlerweile inhaftierten Kuhn zurückgezogen.

### New Yorker Veranstaltung 1939

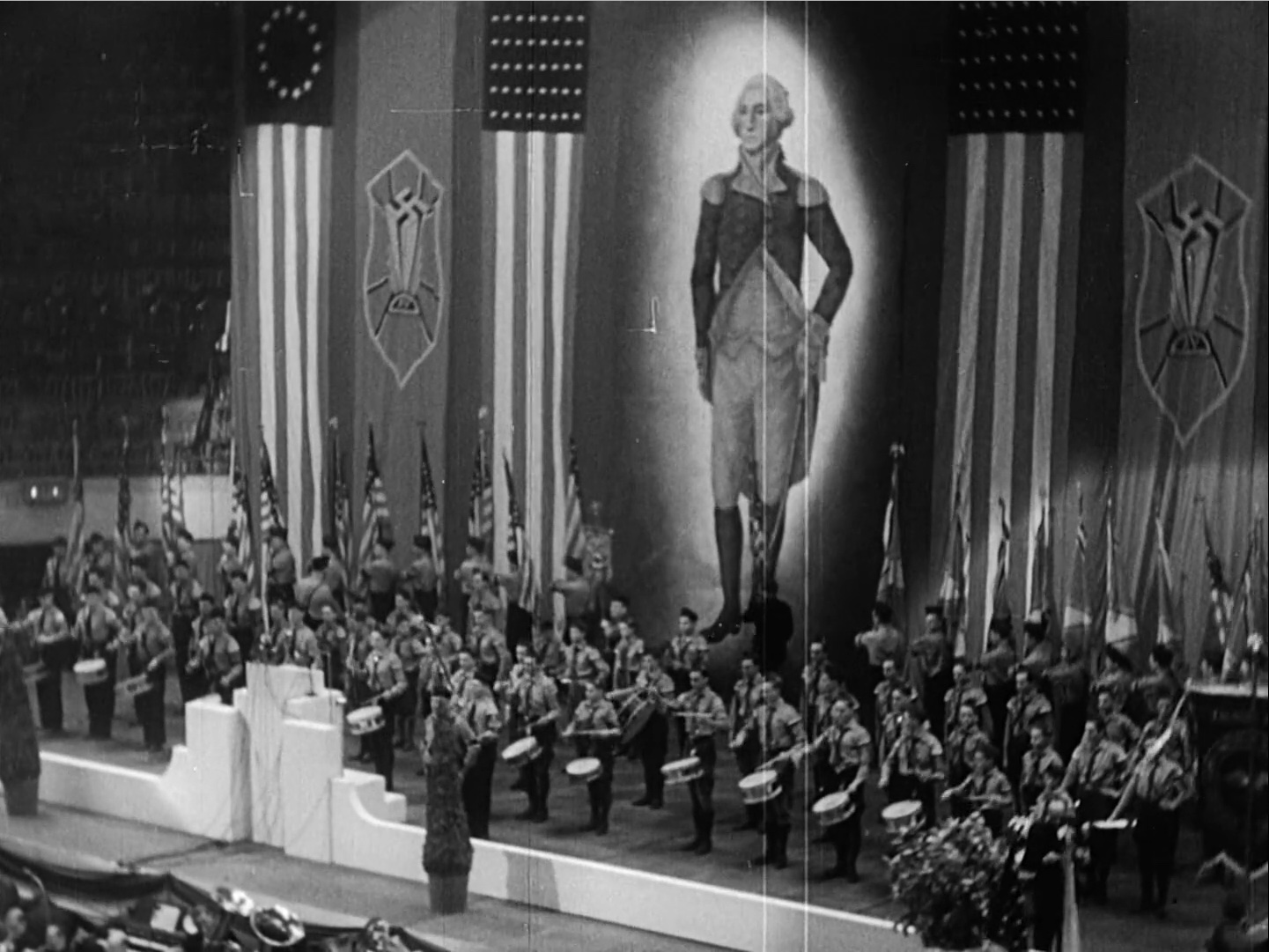
Madison Square Garden (1939)

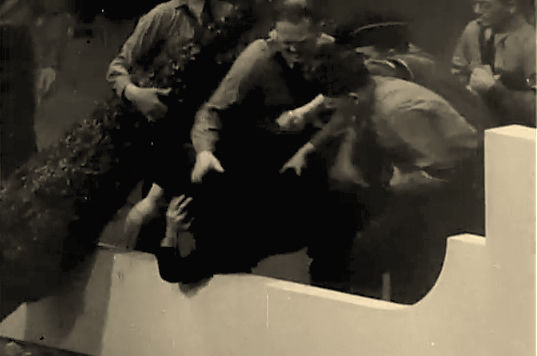
Ordnungs-Dienst-Einsatz (1939)

Am 20. Februar 1939 hielt der „Bund“ im New Yorker Madison Square Garden eine „Pro-Amerika“-Kundgebung zu Ehren von George Washington ab, die von 2.000 Polizisten gesichert wurde, da es bei vergangenen Veranstaltungen wiederholt zu Ausschreitungen und Straßenkämpfen zwischen Bundlern und Gegendemonstranten gekommen war. Vor einem zehn Meter hohen Porträt Washingtons stehend, verglich Kuhn Hitler mit dem Mitgründer der Vereinigten Staaten und griff Präsident Franklin D. Roosevelt scharf an. In seiner Rede nannte er ihn „Frank D. Rosenfeld“ und bezeichnete Roosevelts New Deal als „Jew Deal“. Den etwa 22.000 Zuhörern prophezeite er, der „Bund“ werde im kommenden Jahr mehr als eine Million Mitglieder zählen. Die Kundgebung erregte im In- und Ausland erhebliches öffentliches Aufsehen.
Kuhns parteieigener „Ordnungs-Dienst“, der mit 3.000 Mann bei der Veranstaltung vertreten war, ging während seiner Rede im Stil der SA gegen Störer vor, unter denen sich die bekannte Journalistin Dorothy Thompson befand. Aufsehen erregte vor allem ein jüdischer Hilfsarbeiter namens Isadore Greenbaum (1912–1997), der mit dem Ruf „Nieder mit Hitler“ die Bühne zu stürmen versuchte, als Kuhn in seiner Rede die Juden attackierte. Die deutsche Presse behauptete daraufhin, auf Kuhn sei „von jüdischer Seite ein Anschlag verübt“ worden.

### Strafverfolgung und Ausbürgerung
Anfang 1939 versuchte die als „Georgia Peach“ bekannte Virginia Cogswell Tagebücher über ihre Affäre mit Kuhn gewinnbringend zu vermarkten. Cogswell (alias Virginia Overshiner, Patterson, Stark, von Frieberger, Seegar, Gilbert, Kahn und Raymond) war eine Klatschspaltengröße der damaligen Zeit. Die „Verlobte“ Kuhns war neunmal verheiratet und angeblich die ehemalige Miss America von 1925, in Wirklichkeit Gewinnerin eines Schönheitswettbewerbs in Atlanta (Georgia).
Der New Yorker Bürgermeister Fiorello LaGuardia regte eine staatsanwaltliche Untersuchung an. Diese enthüllte, dass Kuhn über 14.000 Dollar Einnahmen aus der Kundgebung vom 20. Februar 1939 im Madison Square Garden veruntreut hatte, mit denen er unter anderem zwei seiner Geliebten unterstützt hatte. Daraufhin wurde Kuhn am 26. Mai 1939 verhaftet und wegen Fälschung und schweren Diebstahls angeklagt, aber gegen 5.000 $ Kaution vorläufig entlassen. Die Gefolgsleute Kuhns hielten ihm trotzdem die Treue und wählten ihn im Juli 1939 erneut zum Führer des Bundes.
Im August 1939 wurde Kuhn zwei Tage lang vom Dies Committee, einem neuen Untersuchungsausschuss für „unamerikanische Umtriebe“, befragt. Er leugnete jede Übereinstimmung seiner Politik mit der der NSDAP und erklärte, die „Bund“-Mitgliederlisten seien auf seine Anweisung hin vernichtet worden. Auf Antrag des Komitees wurde Kuhn im September 1939 wegen „Fluchtgefahr“ erneut inhaftiert. Die Anhänger des Amerikadeutschen Bundes brachten auch die auf 50.000 $ erhöhte neue Kaution auf.
Im November fand der Prozess gegen Kuhn statt, bei dem auch Virginia Cogswell als Zeugin auftrat. Kuhn hatte nachweislich Arztrechnungen mit „Bund“-Geldern für sie bezahlt. Zu aller Überraschung erklärte Cogswell, die später wegen Drogenmissbrauchs (mittels illegal erworbener ärztlicher Rezepte) verurteilt wurde, keine Affäre mit Kuhn gehabt zu haben, sondern im Auftrag der „Regierung“ als eine Art „inoffizieller Spionin“ auf ihn angesetzt worden zu sein. Im Prozess kamen auch zahlreiche schwülstige Briefe Kuhns an eine andere Geliebte namens Florence Camp (Spitzname: „Mein Camp“) an die Öffentlichkeit, in denen er dem „vom Himmel gesandten goldenen Engel“ ebenfalls die Ehe versprach. Darauf angesprochen, verteidigte sich Kuhn: „Das war doch nur Spaß“.
Am 6. Dezember 1939 wurde Kuhn wegen Fälschung und Veruntreuung zu zweieinhalb bis fünf Jahren Gefängnis verurteilt. Kuhn sei damit „politisch erledigt“, konstatierte in Deutschland die außenpolitische „Dienststelle Ribbentrop“ in einem Rundschreiben. Zum Glück seien keine deutschen Amtsstellen in Mitleidenschaft gezogen worden. Seine Strafe musste er zunächst in der berüchtigten Strafanstalt Sing Sing absitzen, wo er zu seiner eigenen Sicherheit getrennt von den anderen Gefangenen untergebracht wurde. Später verlegte man ihn in die Clinton Correctional Facility in Dannemora (NY). Im Juni 1941 wurde seine Berufung mit der Begründung, dass er ein öffentliches Sicherheitsrisiko sei, abgelehnt. Anfang 1943 wurde ihm die US-Staatsbürgerschaft entzogen.
Nach Verbüßung seiner Strafe wurde er ab Juni 1943 als „Enemy Alien“ in verschiedenen Lagern in Texas und New Mexico interniert und nach Kriegsende als „gefährlich für den öffentlichen Frieden und die Sicherheit der Vereinigten Staaten“ ausgewiesen.

### Nachkriegsdeutschland

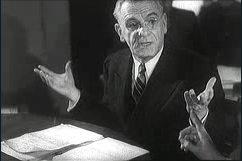
Beim Spruchkammerverfahren (1949)

Kuhns Frau Elsa war bereits 1938 mit den Kindern nach Deutschland zurückgekehrt, kam aber zum Prozess mit Sohn Walter nach Amerika zurück, um ihren Mann zu unterstützen. Sie wurden im Februar 1943 ebenfalls als „feindliche Ausländer“ interniert und im Februar 1944 in einem Austauschverfahren mit Deutschland repatriiert. Im April 1945 wurden Elsa Kuhn, die in den USA auch als Rednerin für den „Bund“ aufgetreten war, und Tochter Waltraut in der Nähe von Nürnberg von US-amerikanischen Truppen kurzzeitig gefangen genommen und befragt, im Juli wurde Sohn Walter, der als Kind lediglich Mitglied der Jugendorganisation des „Bundes“ gewesen war, von einer französischen Einheit vernommen.
Kuhn wurde am 17. September 1945 zusammen mit 715 weiteren „unbelehrbaren Deutschen“ über Ellis Island nach Deutschland deportiert und in der Festung Hohenasperg interniert, aus der er am 25. April 1946 nach München zu seiner Familie entlassen wurde. Im Frühjahr 1947 erneut verhaftet, floh er im Februar 1948 aus dem Internierungslager Dachau, indem er sich unter Besucher mischte. Bei den Ermittlungen kam heraus, dass Kuhn schon wieder einer Frau die Ehe versprochen hatte, diesmal einer 32-jährigen deutschen Zivilangestellten der US-Streitkräfte.
In einem Spruchkammerverfahren wurde Kuhn im April 1948 in Abwesenheit zu zehn Jahren Gefängnis verurteilt. Am 16. Juni 1948 wurde er in der Französischen Besatzungszone beim Versuch, ein chemisches Labor anzumelden, von der deutschen Polizei verhaftet. Dem Münchner Polizeipräsidenten Franz Xaver Pitzer vorgeführt, meinte der auf seine Vergangenheit angesprochene Kuhn: „Wer hätte denn ahnen können, dass das alles so enden würde.“
Eine Appellationskammer reduzierte Anfang 1949 Kuhns Strafe auf zwei Jahre, die durch die bisherige Haft als verbüßt galt, so dass er am 22. Februar 1949 endgültig entlassen wurde. Kuhn grinste bei der Urteilsverkündung und erklärte, er würde nie wieder irgendeine Organisation gründen. Als er den US-amerikanischen Autor und Prozesszeugen John Roy Carlson sah, schrie er: „Schafft den Kommunisten hier raus.“
Im April 1949 meldeten Zeitungen eine schwere Erkrankung Kuhns, 1950 gab es Gerüchte über einen vereitelten Selbstmordversuch. Sein Tod am 14. Dezember 1951 blieb unbeachtet. Der amerikanischen Öffentlichkeit blieb er in Erinnerung als „Karrierist, der versuchte Geld zu machen, indem er Hitler diente“.

## Medien
- Rede Fritz Kuhns v. 5. Januar 1938; The March of Time-Outtakes im Steven Spielberg Film and Video Archive at USHMM, courtesy of NARA (11:18 Min.).
- Nazi rally at Madison Square Garden. Newsreel-Ausschnitt über die „Bund“-Veranstaltung 1939 auf YouTube (Video falsch datiert) (0:33 Min.).
- Kuhns Madison Square Garden-Rede. 20. Februar 1939 (mp3; 8,9 MB) (12:17 Min.).
- 2018 entstand der Oscar nominierte Dokumentar-Kurzfilm A Night at The Garden, der Kuhns Rede im Madison Square Garden im Jahr 1939 zum Gegenstand hat.
- The American Führer −  Hitlers unliebsamer Doppelgänger ARD-Dokumentation, Erstausstrahlung 13. Juni 2022[54]